# Alan C. Greenberg
Alan Courtney "Ace" Greenberg (Wichita, 3 de setembro de 1927 — Manhattan, 25 de julho de 2014) foi um presidente do comitê executivo da The Bear Stearns Companies, Inc.

## Infância e educação
Greenberg nasceu em Wichita, Kansas mas foi criado em Oklahoma City em um bairro de classe média alta, um dos três filhos de Theodore e Esther Greenberg. Seu pai era dono de uma loja de roupas femininas e fazia parte de uma família extensa que operava lojas de roupas em Kansas, Oklahoma e Missouri. Greenberg frequentou a Universidade de Oklahoma com uma bolsa de futebol. Depois de ferir as costas, ele se transferiu para a Universidade do Missouri, da qual se formou em administração em 1949. Greenberg seguiu uma carreira em Wall Street depois da faculdade, aceitando um cargo de balconista no Bear Stearns por 32,50 dólares por semana.

## Carreira
Greenberg subiu nas fileiras do Bear Stearns, eventualmente, atuando como CEO de 1978 a 1993 e Presidente do Conselho de 1985 a 2001. Greenberg também atuou como diretor não-executivo da Viacom. Ele foi o autor de Memos from the Chairman, que é uma compilação de memorandos que ele emitiu para os associados do Bear Stearns durante seu mandato como CEO.
Em 1969, Greenberg contratou James Cayne como corretor da Bear Stearns. Em 1993, Greenberg foi demitido e substituído como CEO por Cayne. Cayne atuou como CEO até janeiro de 2008 e foi sucedido por Alan Schwartz, que supervisionou o desaparecimento da empresa em março de 2008.
Enquanto atuava como presidente do comitê executivo do Bear Stearns, Greenberg supervisionou o colapso da empresa em março de 2008. Posteriormente, ele se envolveu nas negociações com o JPMorgan Chase, que acabaram comprando a empresa em falha. A Fortune informou que Greenberg concordou em ingressar no JPMC como vice-presidente do negócio de varejo da Bear.
Greenberg foi o financiador da Kaufman e da Greenberg, empresa que ele criou com Richard Kaufman para publicar livros de mágica.

## Filantropia
- Greenberg era membro da Sociedade de Mágicos Americanos.[8] Em 1998, Greenberg doou um milhão de dólares ao Hospital de Cirurgia Especial de Nova Iorque para subscrever prescrições de sildenafila para homens impotentes sem a renda necessária.[9]
- A Federação UJA de Nova Iorque o nomeou "um gigante em nossa comunidade e um forte defensor do povo judeu, tanto em casa quanto em Israel".[10]
- "Você faz coisas malucas", afirmou Greenberg e disse à People que sua esposa Kathryn disse a ele: "você ganhou seu dinheiro e pode gastá-lo como quiser". Esse gesto filantrópico superou o tempo que Greenberg pagou para consertar os banheiros do Museu de Israel em Jerusalém.[11]

## Esporte
Greenberg era um ávido jogador de bridge, tendo vencido as Equipas de Reisinger Board-a-Match em 1977. Em 1981, ele venceu o torneio de bridge das equipes dos Macabíadas e ficou em segundo no Reisinger no final daquele ano.